# Rock the Casbah
Rock the Casbah è un singolo del gruppo musicale britannico The Clash, pubblicato l'11 giugno 1982 come terzo estratto dal quinto album in studio Combat Rock.
Il brano fu il primo e unico singolo nella storia della band a entrare in una Top 10 statunitense, avendo raggiunto l'ottavo posto della Billboard Hot 100.
Dopo Should I Stay or Should I Go (che nel 1991 giunse fino al primo posto nel Regno Unito), fu il singolo con il maggior numero di vendite dei Clash.

## Descrizione

### Origini e storia
Una possibile origine del brano starebbe nel divieto imposto in Iran dall'allora ayatollah Khomeini di suonare o ascoltare musica rock.
Benché non siano menzionati né l'Iran né altri Paesi islamici, il testo include termini arabi, ebraici e urdu, ma anche termini nordafricani, come «sharīf», «beduino», «sceicco», «casherut», «raga», «muezzin», «minareto», e «casbah».
Secondo quanto scritto nelle note del box set Clash on Broadway, Rock the Casbah ebbe origine quando il manager della band Bernie Rhodes, dopo averli ascoltati registrare un brano eccessivamente lungo per essere incluso nell'album, chiese loro scherzosamente «does everything have to be as long as this raga?» (trad. «deve essere tutto lungo come questo raga?»), riferendosi al genere musicale indiano noto per la sua complessità e per la sua lunghezza.
Joe Strummer scrisse poi i primi versi: «The King told the boogie-men / you have to let that raga drop».
Rock the Casbah è uno tra i pochi brani del gruppo nella registrazione del quale il batterista Topper Headon figuri in un ruolo di primo piano.
L'apertura strumentale è una melodia da quest'ultimo composta al pianoforte tempo prima, e già eseguita durante le prime prove del brano.
Nel documentario del 2000 girato da Don Letts Westway to the World, Headon riferì che tutte le percussioni, batteria, basso e pianoforte erano state da lui suonate durante la registrazione del brano; le chitarre e la parte vocale furono incise in seguito.
Headon disse inoltre che, mentre stava lavorando alla canzone, le sue session furono, a sua insaputa, registrate.
Al momento della registrazione tutti i membri del gruppo, eccetto Topper, erano assenti dallo studio e per tale ragione Headon suonò più strumenti oltre alla batteria.

## Versione americana
La versione americana del singolo è un mix leggermente differente della versione dell'album. La versione del singolo presenta bassi più pronunciati. Un altro particolare, si può notare quando Strummer urla «The crowd caught a whiff / Of that crazy casbah jive»: la parola "jive" viene prolungata per alcuni secondi. Questa versione del brano è stata utilizzata per il video.
Mustapha Dance, b-side presente in molte versioni del singolo, è un remix strumentale della canzone.

## Video musicale
Il videoclip, girato ad Austin, presenta un arabo, interpretato dall'attore austiniano Titos Menchaca, e un ebreo chassidico, interpretato da Dennis Razze, regista locale, mentre intraprendono una stretta amicizia l'uno con l'altro; i due, spesso seguiti da un armadillo, praticano dello skank per le strade che portano al Palmer Auditorium, luogo dove si tiene un concerto dei Clash. Le scene dei due sono spesso intervallate da scene della band, che si esibisce di fronte a un pozzo di petrolio.
Il tono umoristico del video, può essere inteso come un messaggio per migliorare le relazioni tra arabi e israeliani.
La Forza Aerea degli Stati Uniti diventò, inconsapevolmente, una partecipante al video. Due cacciabombardieri RF-4C atterrarono alla Bergstrom Air Force Base (nei pressi di Austin), e sono visibili quando Strummer pronuncia la frase «the King called out his jetfighters» (trad. «il Re ha richiamato i suoi piloti dei caccia»).
Il video vede come batterista Terry Chimes (il loro primo batterista), poiché, al momento della pubblicazione del clip, Topper era stato espulso dal gruppo per problemi di droga. Inoltre, Headon ammise che vedendo il clip con "qualcun altro al suo posto suonare la sua canzone" fu molto doloroso per lui e contribuì ad aumentare la sua dipendenza dall'eroina.

### Pubblicazioni
Rock the Casbah fu pubblicato più volte sul mercato in versioni, con copertine e con b-side differenti.
| Anno | B-side                                     | Formato | Etichetta                       | Paese   | Note            |
| ---- | ------------------------------------------ | ------- | ------------------------------- | ------- | --------------- |
| 1982 | Rock the Casbah                            | 45 giri | Epic 34-03245                   | CAN/USA | Promo           |
| 1982 | Mustapha Dance                             | 45 giri | CBS/Sony Records Inc. 07.5P-191 | JP      | —               |
| 1982 | Mustapha Dance                             | 45 giri | Epic 49-03144                   | USA     | —               |
| 1982 | Mustapha Dance                             | 45 giri | Epic 49-03144                   | CAN     | —               |
| 1982 | Mustapha Dance                             | 45 giri | CBS A112479                     | UK      | Picture disc    |
| 1982 | Red Angel Dragnet                          | 45 giri | Epic 34-03245                   | CAN     | —               |
| 1982 | Long Time Jerk                             | 45 giri | Epic 34-03245                   | USA     | —               |
| 1982 | Mustapha Dance                             | 45 giri | CBS A 13-2479                   | UK      | —               |
| 1982 | Long Time Jerk                             | 45 giri | Epic 15-05540                   | USA     | —               |
| 1991 | Mustapha Dance                             | 45 giri | Columbia 656814-7               | UK      | Ripubblicazione |
| 1991 | 1. Mustapha Dance 2. The Magnificent Dance | 45 giri | Columbia 656814-6               | UK      | —               |
| 1991 | 1. Mustapha Dance 2. The Magnificent Dance | CD      | Columbia 656814-2               | UK      | —               |

## Formazione
Gruppo
- Joe Strummer – voce
- Mick Jones – chitarra, cori
- Paul Simonon – cori
- Topper Headon – batteria, pianoforte, percussioni, basso[8]
- The Clash – produttore

## Eredità culturale e sociale del brano

### Impatto politico
- La canzone è diventata un inno non ufficiale dell'Esercito degli Stati Uniti durante la guerra del Golfo[8], soprattutto per via della parte che recita «Drop your bombs between the minarets» (trad. «sgancia le tue bombe tra i minareti»)[4]. Essa fu il primo brano mandato in onda dalla radio dell'esercito dopo l'inizio dell'offensiva contro l'Iraq.
- Nel documentario del 2007 Il futuro non è scritto - Joe Strummer un amico del cantante dichiara che Joe scoppiò a piangere quando seppe che la frase "Rock the Casbah" venne scritta da alcuni soldati su una bomba che fu poi lanciata sull'Iraq durante la guerra.

### Riferimenti nella cultura di massa
- Il titolo della canzone viene utilizzato per indicare in maniera eufemistica il sesso nell'episodio della nona stagione de I Simpson intitolato Natural Born Kissers (Amore rischioso, pathos focoso in italiano); la canzone viene nominata due volte, una da Marge e una da Bart. Nel doppiaggio italiano dell'episodio questo passaggio si è perso per via di una differente scelta di traduzione ("rock the casbah" viene tradotto come "ballare la samba"). La canzone viene suonata durante i titoli di coda della puntata.
- Nell'episodio Stan d'Arabia - Parte I della serie animata American Dad! la canzone viene suonata mentre Steve gira per il deserto in macchina lanciando granate per festeggiare.
- Rock the Casbah è inoltre presente nel film I Tenenbaum (2001), suonata in una sequenza in cui il personaggio interpretato da Owen Wilson festeggia.
- Nel 2010 il rapper Fabri Fibra realizza un video-omaggio alla canzone Rock the Casbah, il brano Vip in trip ha, infatti, numerosi ed espliciti riferimenti a quello realizzato all'epoca dalla band inglese per la citata canzone.
- Nel 2018 il gruppo hip hop Cor Veleno nel disco Lo spirito che suona presentano una traccia Rap the Casbah che è un esplicito omaggio al singolo dei Clash.

## Classifiche
| Classifica (1982/1983)                | Posizione |
| ------------------------------------- | --------- |
| Canadian Singles Chart                | 26        |
| U.K. Singles Chart                    | 30        |
| U.S. Billboard Hot 100                | 8         |
| U.S. Billboard Mainstream Rock Tracks | 6         |

| Classifica (1991, ripubblicazione) | Posizione |
| ---------------------------------- | --------- |
| Irish Singles Chart                | 10        |
| U.K. Singles Chart                 | 15        |

## Cover
- Altre versioni di Rock the Casbah sono state registrate dalla band austiniana One Bad Pig per il loro album Blow Down House; dalla band australiana Something for Kate; dalla band Solar Twins, per la colonna sonora del film Bangkok, senza ritorno (1999) e dalla band statunitense Trust Company.
- Il cantante algerino Rachid Taha ha ricantato la canzone in arabo nel suo album del 2004 Tékitoi. La base strumentale di Will 2K, di Will Smith, presente nell'album Willennium, è basata sul tema del ritornello di Rock the Casbah. It's Gonna Be Alright delle Pussy 2000 presenta campionamenti del brano originale. Richard Cheese ha registrato una versione lounge della canzone per il suo album del 2004 I'd Like a Virgin. Durante la data a Melbourne del loro Vertigo Tour, gli U2 hanno eseguito un frammento del brano. I Green Day hanno risuonato la canzone verso la fine delle loro AOL Sessions.
- Ranking Roger e Pato Banton registrarono una cover per l'album Burning London: The Clash Tribute.
- Nel 2011 Truelove registra una versione house della canzone.
- I Modena City Ramblers la incidono in Tracce clandestine (2015).